# Geografia degli Emirati Arabi Uniti

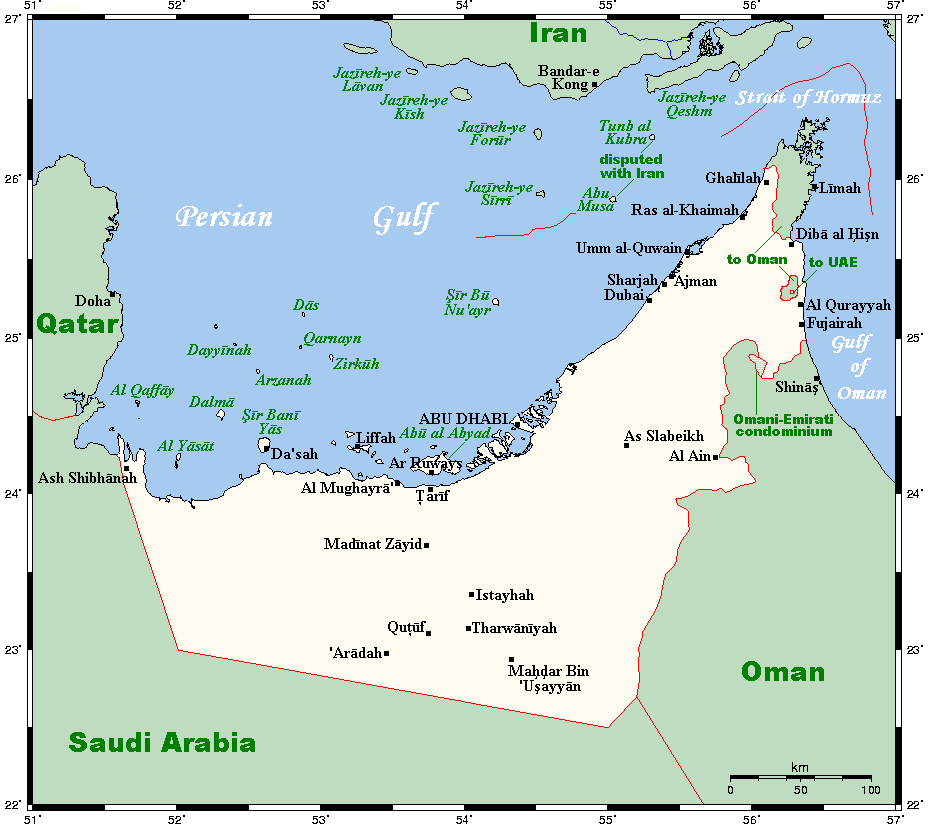
Mappa degli Emirati Arabi Uniti.

Gli Emirati Arabi Uniti sono una federazione di sette emirati lungo la costa orientale della penisola arabica.
L'emirato di Abu Dhabi è il più esteso degli emirati, comprendendo più dei tre quarti della superficie totale della federazione; confina con l'Arabia Saudita lungo i confini meridionali e orientali della federazione. È il centro della sua industria petrolifera.
La città portuale di Dubai, situata alla base della montuosa penisola di Musandam, è la capitale dell'omonimo emirato ed è uno dei più vivaci centri commerciali e finanziari della regione, ospitando centinaia di società multinazionali in una vera e propria foresta di grattacieli.
Anche i più piccoli emirati di Al-Shāriqah (Sharja), ʿAjmān, Umm al-Qaywayn e Raʾs al-Khaymah occupano la penisola, una cui protuberanza a nord verso l'Iran forma lo stretto di Hormuz che collega il golfo Persico al golfo di Oman. Il settimo membro della federazione, l'emirato di al-Fujayrah, sorge sul golfo di Oman ed è l'unico membro dell'unione che non ho sbocchi sul golfo Persico.
Storicamente dominio di clan e famiglie arabe individuali, la regione che comprende attualmente gli emirati subì anche l'influsso della cultura persiana a causa della sua vicinanza con l'Iran, e i suoi permeabili confini marittimi hanno per secoli invitato emigranti e commercianti provenienti da altre zone. Nel XVIII secolo, Portogallo e Paesi Bassi estesero i loro possedimenti nella regione ma dovettero ritirarsi con l'espansione del potere navale britannico nell'area; a seguito di una serie di tregue con la Gran Bretagna nel XIX secolo, gli emirati si unirono a formare gli Stati della Tregua (detti anche Oman della Tregua o Sceiccati della Tregua). Gli stati ottennero l'autonomia dopo la seconda guerra mondiale (1939-45), quando gli Stati della tregua di Bahrein e Qatar dichiararono la propria indipendenza. Gli stati rimanenti furono formalmente uniti nel 1971, con la città di Abu Dhabi come capitale. La stabilità della federazione è stata da allora messa alla prova dalle continue rivalità tra le famiglie che governano i più grossi stati di Abū Ẓaby e Dubayy, malgrado eventi esterni come la guerra del Golfo (1990-91) e una disputa territoriale in corso con l'Iran siano serviti a rafforzare la coesione politica degli emirati.
Gli emirati comprendono un ambiente misto di deserto roccioso, pianure e zone umide costiere, e montagne aride. La costa è un paradiso per gli uccelli acquatici migratori e attira birdwatcher da tutto il mondo; anche le spiagge incontaminate del Paese e gli opulenti resort hanno attirato i viaggiatori stranieri. Situati presso un punto di incontro storico e geografico e costituiti da diverse nazionalità e gruppi etnici, gli Emirati Arabi Uniti presentano una sorprendente miscela di antiche usanze e moderne tecnologie, di cosmopolitismo e insularità, e di ricchezza e povertà. Il rapido ritmo di ammodernamento degli emirati ha spinto lo scrittore di viaggi Jonathan Raban a dire della capitale: «L'aspetto di Abu Dhabi è così evidentemente nuovo che non sorprenderebbe vedere attaccati agli edifici i fili di paglia e il polistirene delle casse in cui erano stati imballati».

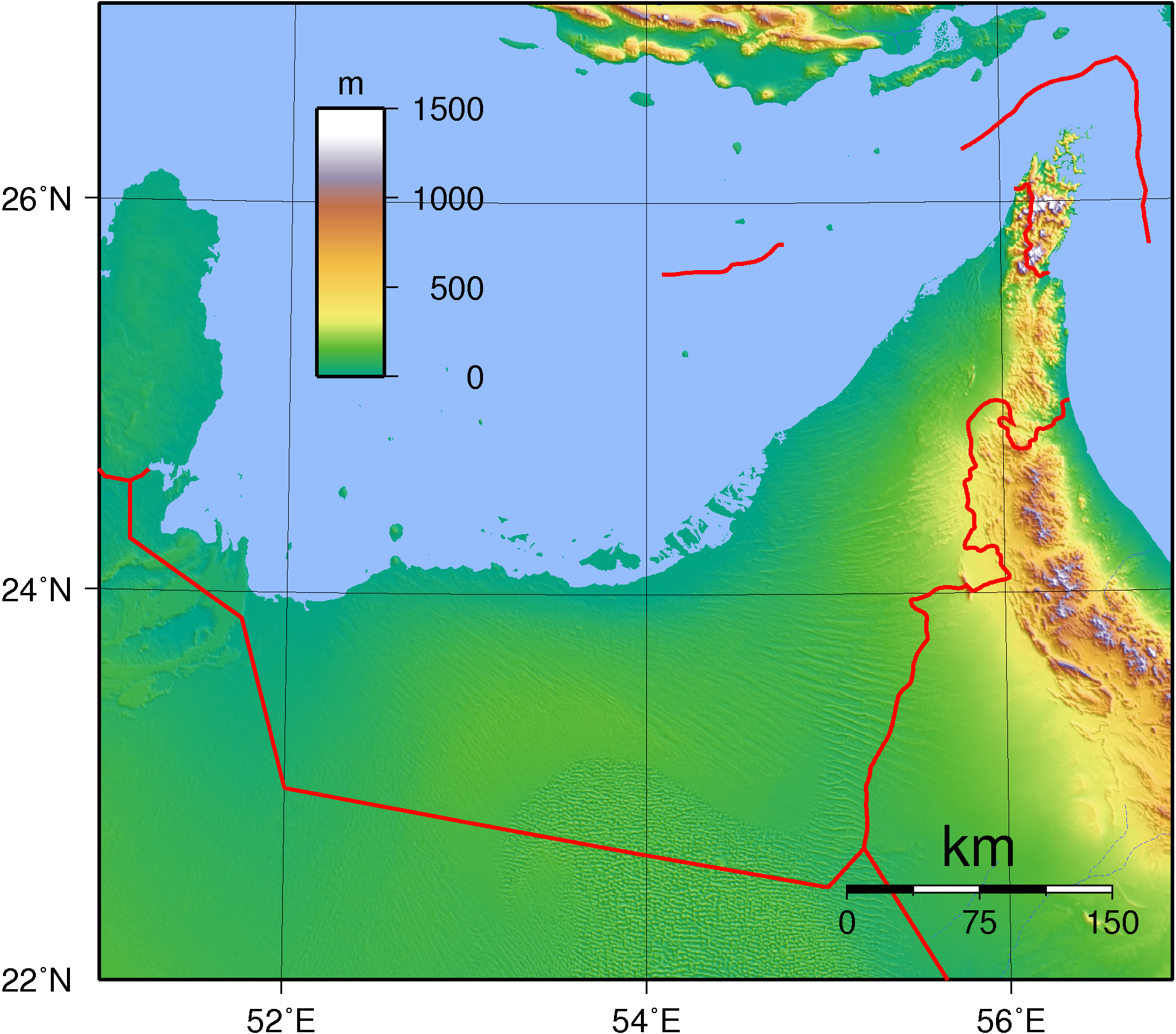
Topografia degli EAU.
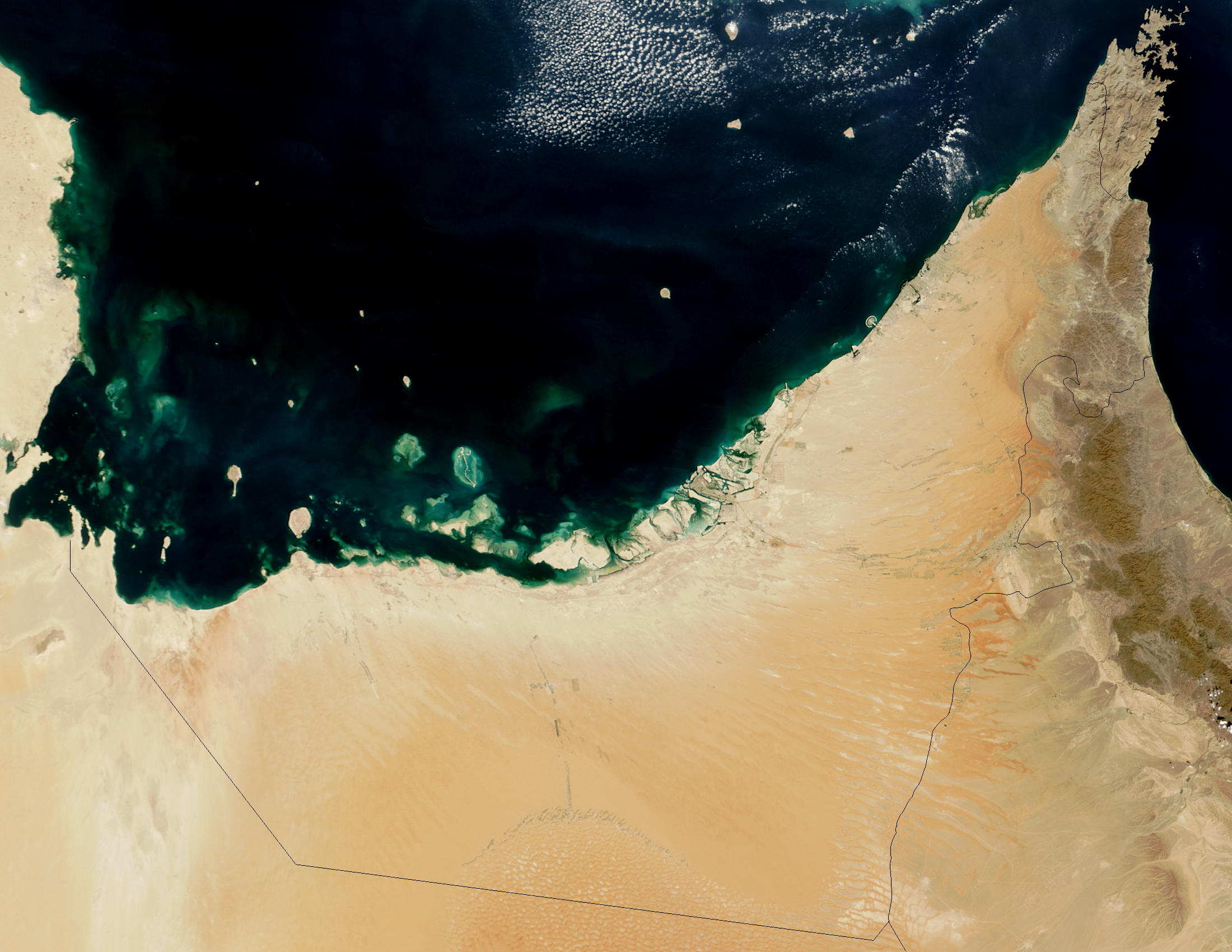
Immagine satellitare degli EAU.

## Confini
Gli Emirati Arabi Uniti confinano con il Qatar a nord-ovest, l'Arabia Saudita a ovest e a sud, e l'Oman a est e a nord-est. Ricoprono un'area leggermente più piccola del Portogallo. A partire dai primi anni novanta gli emirati sono in disputa con l'Iran per la sovranità di tre isole: Abū Mūsā e Grande e Piccola Tunb (Ṭunb al-Kubrā e Ṭunb al-Ṣughrā). Inoltre, il confine con l'Arabia Saudita non è mai stato definito; ciò non era mai stato un problema fino a quando l'Arabia Saudita non ha iniziato lo sfruttamento petrolifero del giacimento di Shaybah, sulla zona di confine, nel 1998.

## Morfologia

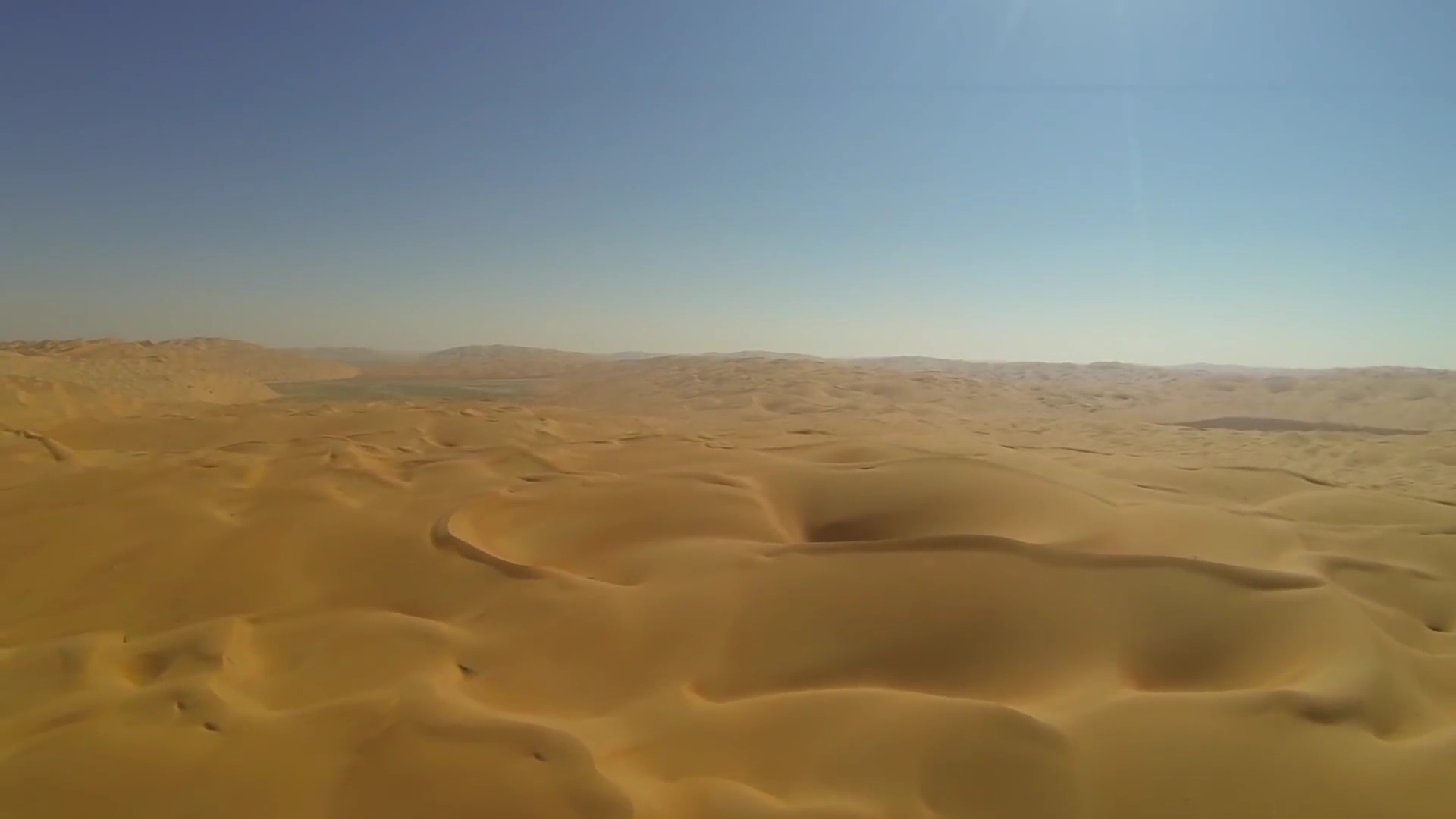
Dune ondulate nei pressi di Al-Liwāʾ (Abū Ẓaby).

Il Paese è quasi interamente desertico e comprende vaste aree coperte di sabbia. Alcune delle dune di sabbia più grandi del mondo sono situate a est di ʿArādah nell'oasi di Al-Liwāʾ. Importanti oasi si trovano ad Al-ʿAyn, circa 160 km a est di Abu Dhabi. Lungo il settore orientale della penisola di Musandam, le propaggini settentrionali dei monti Ḥajar (condivisi con l'Oman) offrono l'unica altra importante caratteristica del rilievo; l'altitudine si innalza fino a circa 2000 m nel loro punto più alto. La costa del golfo Persico è interrotta da secche e costellata di isole che offrono riparo a piccole imbarcazioni. Non ospita, tuttavia, porti naturali con acque profonde; sia il porto Rāshid nell'emirato del Dubayy che il gigantesco porto Jabal ʿAlī, 32 km a sud-ovest della città di Dubai, sono interamente artificiali, così come i porti più grandi degli emirati di Abū Ẓaby, Al-Shāriqah e Raʾs al-Khaymah. La costa del golfo di Oman è più regolare e presenta tre porti naturali - Dibā, Khawr Fakkān e Kalbā.

## Idrografia
Negli Emirati Arabi Uniti non vi sono torrenti perenni, e neppure specchi d'acqua regolari. Quel poco di pioggia che cade scende dalle montagne sotto forma di uidian stagionali che terminano in distese di sale interne, o sabkhah, il cui drenaggio è spesso bloccato dalle dune costantemente mutevoli del Paese. Nell'estremo ovest la distesa salata di Maṭṭī si estende verso sud fino all'Arabia Saudita, mentre sabkhah costiere, occasionalmente inondate dalle acque del golfo Persico, sorgono nelle aree attorno ad Abu Dhabi.

## Clima
Il clima è caldo e umido lungo la costa e ancora più caldo, ma arido, nell'interno. Ogni anno cadono in media tra i 100 e i 150 mm di pioggia, ma l'entità delle precipitazioni varia notevolmente da un anno all'altro. Le temperature medie di gennaio sono di 18 °C, mentre in luglio la temperatura si aggira sui 33 °C. Le roventi temperature estive possono raggiungere i 46 °C sulla costa e i 49 °C o più nel deserto. In pieno inverno e ai primi dell'estate, venti noti come shamāl (in arabo: «vento del nord») soffiano da nord e nord-ovest, trasportando polvere e sabbia.

## Flora e fauna
A causa del clima desertico, la vegetazione è scarsa e per lo più limitata ai bassi arbusti che offrono foraggio alle mandrie nomadi; tuttavia i milioni di alberi, soprattutto mangrovie, che sono stati piantati nell'emirato di Abū Ẓaby hanno fornito l'habitat a varie specie. Nelle oasi, le palme da dattero vengono coltivate assieme all'alfa-alfa (erba medica). Vengono coltivati anche alberi da frutto, e l'oasi di Al-ʿAyn a est di Abu Dhabi è rinomata per i suoi manghi. La fauna comprende specie domestiche quali capre, pecore e dromedari, assieme a bovini e pollame, che sono stati introdotti in tempi più recenti. La fauna selvatica è costituita da predatori quali il caracal, il gatto delle sabbie (Felis margarita) e volpi di Rüppell (Vulpes rueppellii) e rosse; da animali più grandi come l'orice d'Arabia e le gazzelle arabiche e persiane; da animali più piccoli come la lepre del Capo, il gerboa minore e varie specie di gerbilli; e da un'intera varietà di serpenti e lucertole. Le acque del Golfo ospitano banchi di sgombri, cernie, tonni e sparidi, nonché squali e occasionali balene. Negli anni novanta il governo ha iniziato un programma di conservazione e gestione per preservare e proteggere la vita animale e vegetale del deserto.